# Устюба (река)
Устюба (Светлая) — река в России, протекает по Алтайскому району Алтайского края. Устье реки находится в 127 км по левому берегу реки Катунь. Длина реки составляет 28 км.

## Притоки
- 4 км: Каянча
- 8 км: Каим
- 16 км: река без названия

## Данные водного реестра
По данным государственного водного реестра России относится к Верхнеобскому бассейновому округу, водохозяйственный участок реки — Катунь, речной подбассейн реки — Бия и Катунь. Речной бассейн реки — (Верхняя) Обь до впадения Иртыша.